# 岡地直紀
岡地 直紀（おかち なおき、1970年3月31日 - ）は、日本のプロゴルファー。
和歌山県出身。日本大学卒業。2000年プロ転向。2009年PGA入会。